# Conseil en éducation des Premières Nations
 (mai 2018).
Si vous disposez d'ouvrages ou d'articles de référence ou si vous connaissez des sites web de qualité traitant du thème abordé ici, merci de compléter l'article en donnant les références utiles à sa vérifiabilité et en les liant à la section « Notes et références ».
Le Conseil en éducation des Premières Nations (CEPN), affilié à l'Assemblée des Premières Nations du Québec et du Labrador (APNQL), est un organisme fondé en 1985 par les Premières Nations du Québec. Le CEPN est créé à la suite de nombreuses revendications de l'APNQL, qui réclame le droit de gérer l'éducation des Premières Nations et de mettre sur pied ses propres conseils scolaires. 
Il regroupe vingt-deux communautés membres issues de huit Premières nations du Québec : les Hurons-Wendats, les Mohawks, les Algonquins, les Malécites, les Micmacs, les Abénaquis, les Atikamekw, ainsi que l'une des neuf communautés innues.  
Son objectif principal est de soutenir les communautés membres dans l'amélioration de leurs services éducatifs, soit par l'information, le développement, la revendication ou la recherche. Pour ce faire, le CEPN représente les intérêts de ses communautés membres et répond à leurs demandes de services en matière d'éducation.   

## Communautés

### Algonquiens
Parmi les Algonquiens, on distingue généralement :
- Les Algonquins (Conseil tribal de la Nation algonquine Anishinabeg Secrétariat des programmes et des services de la Nation algonquine)
  - Kitigan Zibi
  - Barriere Lake
  - Lac Simon (Écoles Amikobi et Amik‐Wiche)
  - Kitcisakik (École Mikizicec)
  - Pikogan (École Migwan)
  - Winneway / Long Point First Nation
  - Wolf Lake
  - Kebaowek
  - Timiskaming

- les Weskarinis, et les
- Atikamekw (Conseil de la Nation atikamekw)
  - Mashteuiatsh (École Amishk)
  - Wemotaci (Écoles Seskitin et Nikanik)
  - Manawan (Écoles Simon‐Pineshish‐Ottawa et Otapi)
  - Opitciwan (Écoles Niska et Mikisiw)

au nord, 
ainsi que à l'est; 
- les Abénakis (Grand Conseil de la Nation Waban-Aki)
  - Wôlinak
  - Odanak
- les Malécites et
- les Micmacs (Secrétariat Mi'gmawei Mawiomi). 
  - Listuguj
  - Gesgapegiag
  - Gespeg
  - Viger

### Iroquoiens
De leur côté, les Iroquoiens incluent : 
- les Mohawks ¸
  - Kahnawake
  - Kanesatake

- les Hurons
  - Wendake (École Wahta’)